# Дубати

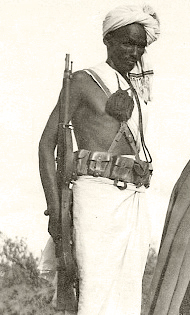
Дубат з гвинтівкою, одягнений у традиційний одяг. Друга італо-ефіопська війна

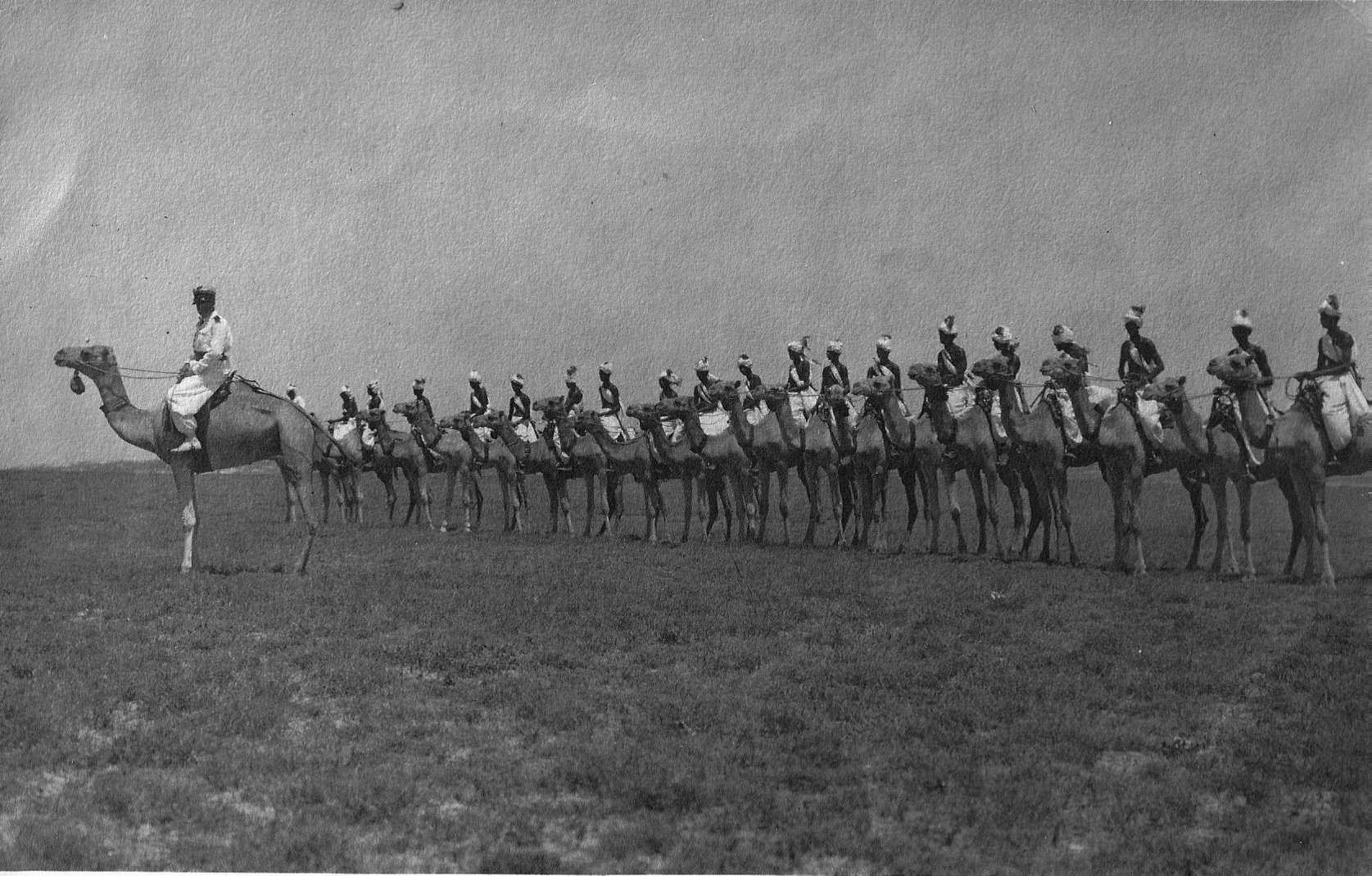
Загони дубатів на верблюдах під керівництвом полковника Камілло Бекіса

Дубати, або Білі тюрбани — нерегулярні військові формування у складі італійського Королівського корпусу колоніальних військ (італ. Regio Corpo di Truppe Coloniali), які діяли на території Італійського Сомалі з 1924 по 1941. Назва дубати походить з сомалійської мови; перекладається як білі тюрбани.

## Походження та обов'язки
Дубати були місцевим військовим формуванням на території Італійського Сомалі, що використовувались італійською армією після Першої світової війни.
Сформовані полковником Каміло Бекісом у липні 1924, дубати застосовувалися здебільшого у легкій піхоті та здобули собі репутацію ефективних бійців. Дубати служили на постійній основі та були краще тренованими й озброєними, ніж племінні банди, задіювані за потреби італійським військовим командуванням у якості допоміжних з'єднань у Сомалі та інших колоніях.
Дубати були сконцентровані вздовж кордонів з Британським Сомалі, Ефіопією та Британською Східною Африкою.
Регіон Огаден патрулювали загони дубатів, що пересувалися на верблюдах.

## Форма, озброєння та звання
З часів свого заснування дубати носили традиційний сомалійський аналог саронга — білу футу. На голові носили щільно закручений тюрбан (дуб), від якого й походить термін дубат. Сомалійські унтерофіцери, згідно зі своїм званням, носили зелені, червоні або чорні ремені та китиці. Протягом 1935-36 ці предмети одягу, пофарбовані у колір хакі та доповнені сахарською тунікою, застосовувались у якості військової форми.
Унтерофіцерами дубатів були виключно італійці. Їх зазвичай брали з шести регулярних арабо-сомалійських батальйонів Королівського корпусу колоніальних військ, сформованих на територіях сучасних Сомалі та Ємена.
Дубати були озброєні карабінами Манліхера (Mannlicher M1895). У якості холодної зброї застосовували традиційні викривлені кинджали — білао.

## Кампанії

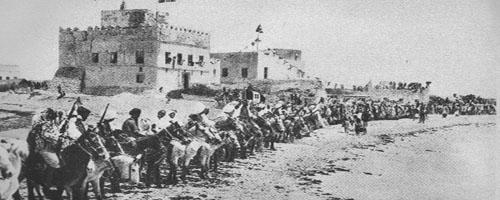
Кавалерія та фортеця Султанату Гобйо

Протягом 1925—27 три тисячі дубатів були задіяні в «кампанії султанатів», що мала на меті окупацію територій султанатів Гобйо та Маджиртін. У 1927 дубати перетнули кордон Ефіопії. Застосування дубатів у цій акції дозволила італійцям уникнути дипломатичних складнощів, пов'язаних з Ефіопією.
На перших етапах італійського вторгнення в Ефіопію у 1935 кількість формувань дубатів збільшилася з чотирьох до десяти. 5 грудня 1934 стався конфлікт між загоном дубатів, що вторгнувся в оазу Вал-Вал в Огадені, та військами Ефіопії, що супроводжували комісію з державного кордону. Інцидент став приводом для подальшої Другої італо-ефіопської війни. Під час завоювання Ефіопії у 1936 було задіяно близько 20 тис. дубатів та інших нерегулярних формувань.
Після завершення окупації Ефіопії дубати були дислоковані в пустелі Огаден та біля кордонів Французького та Британського Сомалі. Вони постійно здійснювали напади на ефіопських партизан у Хараро.
Перед вступом Італії у Другу світову війну дубати зазнали реорганізації та стали більш синхронізованими з регулярними сомалійськими бойовими одиницями Королівського корпусу колоніальних військ. Перша група дубатів у подальшому стала частиною військ генерала Карло Де Сімоне — під час італійського завоювання Британського Сомалі у серпні 1940. Дубати брали участь у нападі на Кенію та завоюванні Мояле та Буни.
Протягом Східноафриканської кампанії 1941 дубати служили у групі армій П'єтро Гадзери. Після британської військової окупації Італійського Сомалі у 1941 загони дубатів були розформовані.

## Британські дубати
Протягом 1936 — кінця 1950-х британський колоніальний уряд утримував на кенійсько-сомалійському кордоні загони місцевої поліції, відомої як «дуби» (англ. Dubas). Деякі з них пересувалися на верблюдах. Виконували ті ж самі функції, що і їхній італійський аналог, за яким вони й були створені. Носили білий національний одяг та червоний тюрбан.

## Нагороди
Нагороджені італійською Золотою медаллю за військову хоробрість.
 За мужність народу, підживлювану любов'ю до прапора та вірою у вище призначення Італії в Африці протягом війни, за численні прояви найблискучішого героїзму. За велику щедрість та вірність, з якими жертвували собою задля освячення Італійської імперії. Італо-ефіопська війна, 3 жовтня 1935 — 5 травня 1936. — 19 листопада 1936.